# Leg drop

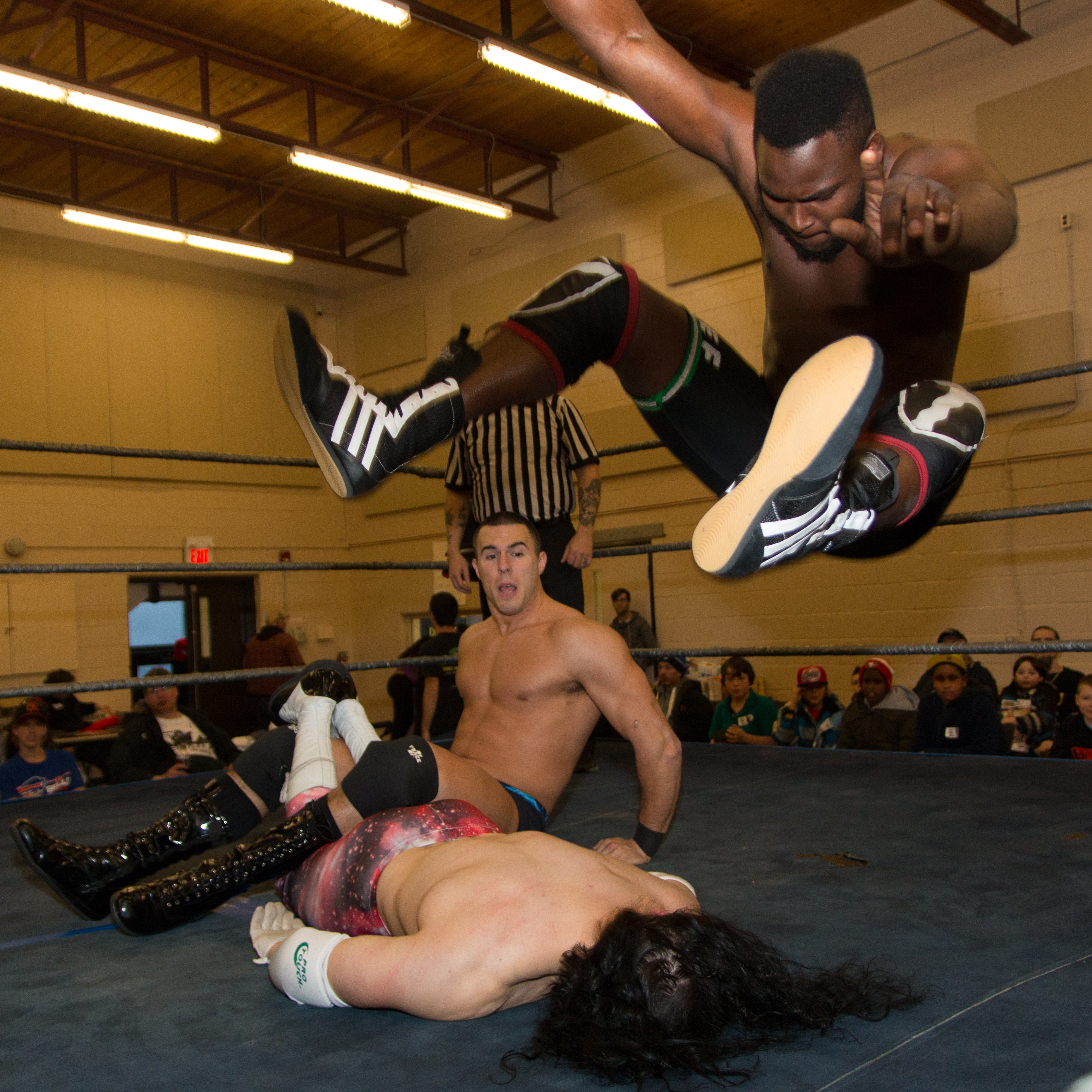
Manewr typu leg drop podczas walki wrestlingowej.

Leg drop (pol. spadająca noga) – manewr ofensywny w zawodowych zapasach (wrestlingu), polegający na wyskoku i wykonaniu efektownego przysiadu na ciało przeciwnika (zwyczaj na klatkę piersiową, twarz, głowę lub brzuch; rzadziej na nogi oponenta). Do najbardziej znanych leg dropów należą: Atomic Leg Drop (Guillotine Leg Drop) Hulka Hogana oraz Boom Drop (Double Leg Drop) Kofiego Kingstona.

## Warianty w wrestlingu

### Discus leg drop
Wrestler wykonuje obrót o 180° po czym skacze, lądując nogą na klatce piersiowej lub głowie oponenta. Znany również jako spinning leg drop.

### Diving leg drop
Leg drop wykonywany z narożnika ringu. Również znany jako avalanche leg drop.

### Double leg drop
Manewr leg drop z użyciem obu nóg. Tego manewru używał m.in. Kofi Kingston pod nazwą Boom Drop.

### Extreme leg drop
Wrestler trzyma rękoma za nogi przeciwnika, po czym wykonuje leg drop na jego brzuch lub krocze. Z tego manewru korzystał np. Jeff Hardy.

### Guillotine leg drop
Manewr typu leg drop gdzie wrestler ląduje nogą na gardło, głowę lub kark przeciwnika. Działanie to przypomina gilotynę – stąd nazwa tego wariantu manewru leg drop. Najbardziej znanym guillotine leg dropem był finisher Hulka Hogana, znany jako Atomic Leg Drop.

### Leg drop bulldog
Wrestler naskakuje na kark pochylonego przeciwnika obalając go manewrem leg drop. Manewr ten wymyślił Johnny Ace pod nazwą The Ace Crusher II. Spopularyzowany został przez Billy’ego Gunna, który nazywał to działanie mianem Famouser. Również z tego manewru korzystał Dolph Ziggler.

#### Inverted leg drop bulldog
Wrestler łapie przeciwnika za głowę od tyłu, po czym odciąga jego głowę do tyłu, jednocześnie przekładając nogę na jego klatkę piersiową, po czym wykonuje manewr leg drop z odchylonym do tyłu przeciwnikiem. Manewr ten spopularyzowała Melina Perez w federacji WWE. Tego działania używała również Summer Rae.

### Running leg drop
Manewr typu leg drop poprzedzony nabraniem odpowiedniego rozbiegu. Tego rodzaju manewru używał również Hulk Hogan.

### Scissors kick
Znany również jako jumping axe kick. Manewr typu leg drop, który może zostać wykonany z miejsca lub z krótkiego rozbiegu. Wrestler może nabrać krótkiego rozbiegu i naskoczyć nogą na kark pochylonego przeciwnika. Manewr tego rodzaju spopularyzował Booker T, który używał go jako finishera o nazwie Axe Kick. Nazwa pochodzi od nożyczek ze względu na sposób w jaki wrestler porusza nogami wykonując ten manewr.

### Somersault leg drop
Połączenie przewrotu w przód z leg dropem. Wrestler wykonuje w powietrzu przewrót do przodu, po czym jedną nogą uderza na korpus, głowę lub nogi przeciwnika. Z tego manewru korzystał również Jeff Hardy.

### Slingshot leg drop
Wrestler przeskakuje górną linę ringu, po czym od razu ląduje manewrem leg drop na leżącego na macie przeciwnika.

### Split-legged leg drop
Manewr leg drop z połączeniem ćwiczenia zwanego „szpagatem”. Częściej wykonywany przez diwy wrestlingu niż samych wrestlerów. Zawodnik wykonuje szpagat na klatkę piersiową przeciwnika. Po wykonaniu tego manewru wrestler może pozostać w pozycji szpagatu na leżącym przeciwniku co skutkuje na ogół przypięciem oponenta w takiej właśnie pozycji.

### Springboard leg drop
Manewr podobny do akcji typu slingshot leg drop, jednak w tym działaniu wrestler odbija się nogami od lin i w następstwie ląduje manewrem leg drop na leżącym na macie przeciwniku. Manewr tego typu spopularyzował Rey Mysterio.

## Galeria

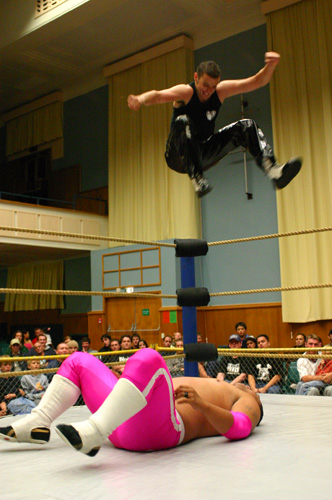
Diving leg drop.
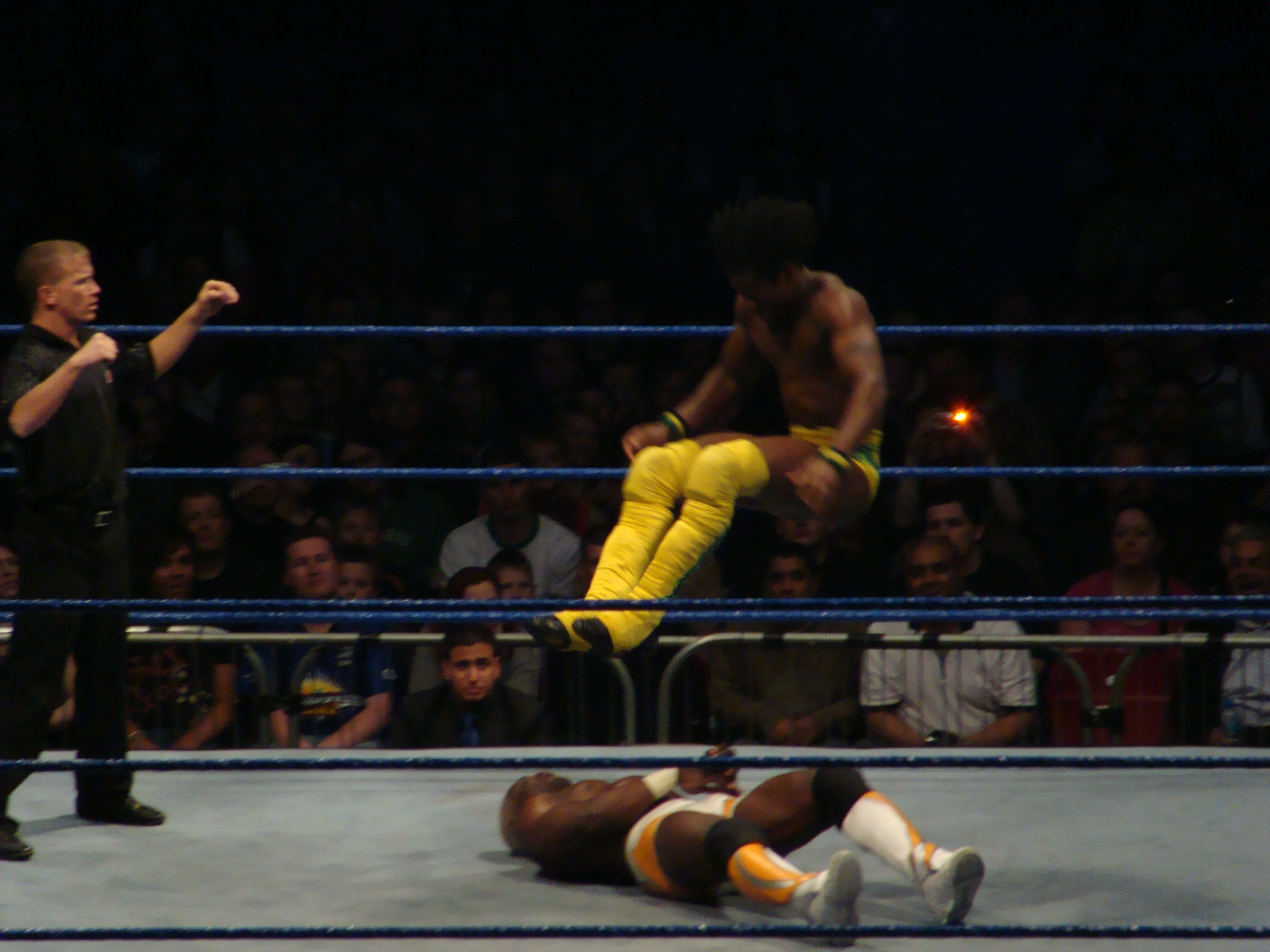
Double leg drop.
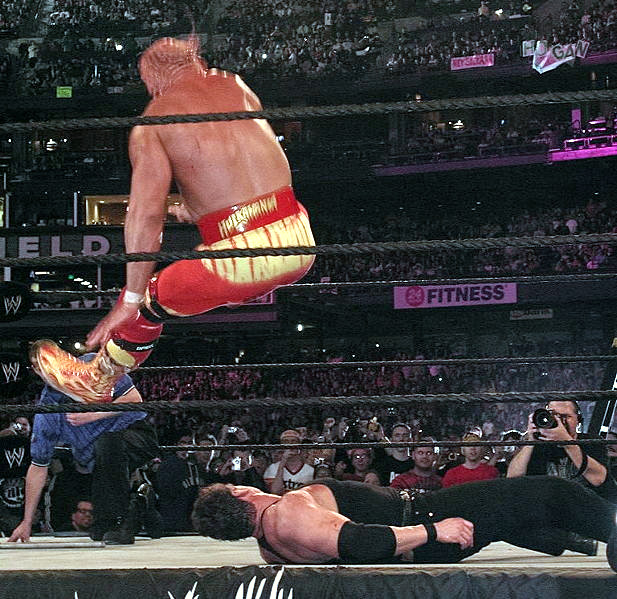
Hulk Hogan wykonujący Atomic Leg Drop.